# Citadel (företag)
Citadel LLC, tidigare Wellington Financial och Citadel Investment Group, är en amerikansk multinationell hedgefond som förvaltar ett kapital på 34,34 miljarder amerikanska dollar för den 1 juli 2020.
Företaget grundades 1990 som Wellington Financial av Kenneth C. Griffin. Fyra år senare fick den ett nytt namn i Citadel Investment Group,LLC medan 2013 valde hedgefonden att förenkla företagsnamnet och fick det nuvarande.

## Närvaro
Citadel har närvaro på följande platser världen över.
| USA: - Austin, Texas - Boston, Massachusetts - Greenwich, Connecticut - Chicago, Illinois - Dallas, Texas - Houston, Texas - Los Angeles, Kalifornien - New York, New York - San Francisco, Kalifornien | Internationellt: - Dublin, Irland - Hongkong, Kina - London, England, Storbritannien - Shanghai, Kina - Toronto, Ontario, Kanada |